# Daisy Fuentes
Daisy Fuentes (L'Avana, 17 novembre 1966) è una conduttrice televisiva e modella cubana naturalizzata statunitense.

## Biografia
Daisy Fuentes è nota per essere stata la prima vee-jay di MTV di origini latine-americane, sotto contratto contemporaneamente per MTV US e MTV Latin America. Nel corso della sua carriera televisiva ha condotto varie edizioni di concorsi di bellezza nazionali ed internazionali come Miss Universo dal 2002 al 2004 e Miss USA 2003, oltre che la trasmissione House of Style.
Inoltre la Fuentes è stata la prima modella latina-americana, ad essere testimonial della Revlon in una campagna promozionale internazionale. Ha lavorato come testimonial anche per Pantene, American Express, M&M ed altre aziende ed ha firmato una propria linea di abbigliamento e di Profumi (Mysterio).
Nel 2005 l'edizione spagnola di People l'ha nominata come una delle 50 donne più belle del mondo. Fuentes ha condotto numerosi spettacoli televisivi.
Il 4 agosto 2009 è stato pubblicato il videogioco per Wii Daisy Fuentes Pilates.

## Doppiatrici italiane
- Rossella Acerbo ne I Griffin